# 工藤孝裕
工藤 孝裕（くどう たかひろ、1968年7月22日 - ）は、宮城県出身のアクション俳優、俳優、スタントマン、殺陣師。

## 経歴
90年代は伊勢戦国時代村（伊勢時代村）の忍者劇場などにて活動し、舟山弘一などと共演していた。その後は日光江戸村にて活動。主にスタントマンとしてテレビ・映画・舞台などにも出演。
2019年に『幕末維新伝 -対決VR- 岡田以蔵 VS. 沖田総司』でアクション監督デビュー。

## 人物
- 影響を受けた人物は真田広之。
- Team Greifにて講師を担当[2]。